# Gradina (Vrsar)
 Gradina  (olaszul: Geroldia) falu Horvátországban Isztria megyében. Közigazgatásilag Vrsarhoz tartozik.

## Fekvése
Az Isztriai-félsziget nyugati részén, a Poreština területén Porečtől 11 km-re délkeletre, községközpontjától 8 km-re keletre, a Lim-öböltől északre fekvő termékeny vidéken fekszik. Az Isztriát átszelő 21-es számú főútról a Vrsarra menő 5002-es úton közelíthető meg.

## Története
A történelem előtti időkben erődített település állt a helyén, a római korból azonban nem maradtak jelentősebb maradványok. A település 1040-ben Calisedo (Castrum Calixedi) néven említik először. Vecelino és az isztriai gróf lánya, Azzica hűbérbirtokainak központja volt, majd adományozással a trieszti püspökségé lett, amely 1186-ban egy pólai nemesnek, egy bizonyos Giroldónak adta hűbérbirtokul, ezért ettől kezdve Geroldiának nevezték. A Giroldi család egészen 1592-ig volt a falu birtokosa, akkor azonban kihalt. A velencei hatóságok 1627-ben a Capello, majd később a Morosini családnak adták, akiktől a rovignói Califfi család vásárolta meg, akik 1869-ig voltak birtokosai. Területe gyakran volt vita tárgya Poreč és Sveti Lovreč között. A település nagyobbik magaslatán a 17–18. században kétemeletes kastélyt építettek. Körülötte alakult ki a mai falu.
1857-ben 204, 1910-ben 83 lakosa volt. Az első világháború következményei nagy politikai változásokta hoztak Isztrián. 1920-tól 1943-ig Isztriával együtt olasz uralom alá tartozott. Az olasz kapitulációt (1943. szeptember 8.) követően Isztria német megszállás alá került, amely 1945-ig tartott. A település végül csak 1945. május elején szabadult fel. A háborút hosszas diplomáciai harc követte Jugoszlávia és Olaszország között Isztria birtoklásáért. Az 1947-es párizsi békekonferencia Jugoszláviának ítélte, aminek következtében az olasz anyanyelvű lakosság Olaszországba menekült. 1991-óta a független Horvátországhoz tartozik. 2011-ben 49 lakosa volt, többségben mezőgazdaságból (gabona, szőlő, olajbogyó) és állattartásból éltek.

## Nevezetességei
- A templom mellett álló kétemeletes Giroldi-kastély a 17–18. században épült.
- Szent András tiszteletére szentelt plébániatemploma a 16. században épült a korábbi templom helyén, a 18. században bővítették. Három oltára van.
- A Szűz Mária-temetőkápolna 1746-ban épült, 1881-ben renoválták és újjáépítették.

## Lakosság
| Lakosság változása | Lakosság változása | Lakosság változása | Lakosság változása | Lakosság változása | Lakosság változása | Lakosság változása | Lakosság változása | Lakosság változása | Lakosság változása | Lakosság változása | Lakosság változása | Lakosság változása | Lakosság változása | Lakosság változása | Lakosság változása |
| ------------------ | ------------------ | ------------------ | ------------------ | ------------------ | ------------------ | ------------------ | ------------------ | ------------------ | ------------------ | ------------------ | ------------------ | ------------------ | ------------------ | ------------------ | ------------------ |
| 1857               | 1869               | 1880               | 1890               | 1900               | 1910               | 1921               | 1931               | 1948               | 1953               | 1961               | 1971               | 1981               | 1991               | 2001               | 2011               |
| 204                | 225                | 62                 | 58                 | 70                 | 83                 | 391                | 758                | 50                 | 52                 | 47                 | 40                 | 36                 | 53                 | 46                 | 49                 |